# لاغونا (تكساس)
لاغونا (بالإنجليزية: Laguna Vista, Texas)‏ هي بلدة أمريكية تقع في الولايات المتحدة في مقاطعة كامرون، تكساس. يقدر عدد سكانها بـ 3,117 نسمة ومساحتها 5.6 كم2 وترتفع عن سطح البحر 3 متر.

## التركيبة السكانية
حدّد مكتب تعداد الولايات المتحدة بيانات التركيبة السكانية للاغونا في تعداد الولايات المتحدة. في ما يلي، التركيبة السكانية حسب تعدادي 2000 و2010.

### تعداد عام 2000
بلغ عدد سكان لاغونا 1,658 نسمة بحسب تعداد عام 2000، وبلغ عدد الأسر 579 أسرة وعدد العائلات 472 عائلة مقيمة في البلدة. في حين سجلت الكثافة السكانية 129.3 نسمة لكل كيلومتر مربع (334.9/ميل2). وبلغ عدد الوحدات السكنية 695 وحدة بمتوسط كثافة قدره 54.2 لكل كيلومتر مربع (140.4/ميل2).
وتوزع التركيب العرقي للبلدة بنسبة 84.08% من البيض و0.30% من الأمريكيين الأفارقة و0.30% من الأمريكيين الأصليين و0.60% من الأمريكيين ذوي الأصول الآسيوية و12.12% من الأعراق الأخرى و2.59% من عرقين مختلطين أو أكثر و49.22% من الهسبانيون أو اللاتينيون من أي عرق.
بلغ عدد الأسر 579 أسرة كانت نسبة 47.2% منها لديها أطفال تحت سن الثامنة عشر تعيش معهم، وبلغت نسبة الأزواج القاطنين مع بعضهم البعض 66.1% من أصل المجموع الكلي للأسر، ونسبة 12.4% من الأسر كان لديها معيلات من الإناث دون وجود شريك،  بينما كانت نسبة 2.9% من الأسر لديها معيلون من الذكور دون وجود شريكة وكانت نسبة 18.5% من غير العائلات. تألفت نسبة 16.8% من أصل جميع الأسر من عدة أفراد يعيشون في نفس المنزل ونسبة 5.9% كانت تتألف من شخص يعيش بمفرده يبلغ من العمر 65 عاماً أو أكثر. وبلغ متوسط حجم الأسرة المعيشية 2.86، أما متوسط حجم العائلات فبلغ 3.22.
بلغ العمر الوسطي للسكان 33.4 عاماً. وكانت نسبة 30.6% من القاطنين تحت سن الثامنة عشر، وكانت نسبة 8.1% بين الثامنة عشر والرابعة والعشرين عاماً، ونسبة 27.9% كانت واقعةً في الفئة العمرية ما بين الخامسة والعشرين والرابعة والأربعين عاماً، ونسبة 24.4% كانت ما بين الخامسة والأربعين والرابعة والستين، ونسبة 9% كانت ضمن فئة الخامسة والستين عاماً فما فوق. يوجد لكل 100 أنثى 89.7 ذكر، ويوجد لكل 100 أنثى في الثامنة عشر من عمرها فما فوق 84.5 ذكر.
بلغ متوسط دخل الأسرة في البلدة 43,641 دولارًا، أما متوسط دخل العائلة فبلغ 48,304 دولارًا. وكان متوسط دخل الذكور 35,625 دولارًا مقابل 28,403 دولارًا للإناث. وسجل دخل الفرد الخاص بالبلدة 19,924 دولارًا. وكانت نسبة 9.3% من العائلات ونسبة 10.8% من السكان تحت خط الفقر، وكان من هؤلاء نسبة 15.9% تحت سن الثامنة عشر ونسبة 4.1% في الخامسة والستين من العمر وما فوق.

### تعداد عام 2010
بلغ عدد سكان لاغونا 3,117 نسمة بحسب تعداد عام 2010، وبلغ عدد الأسر 1,263 أسرة وعدد العائلات 939 عائلة مقيمة في البلدة. في حين سجلت الكثافة السكانية 243.1 نسمة لكل كيلومتر مربع (629.6/ميل2). وبلغ عدد الوحدات السكنية 1,737 وحدة بمتوسط كثافة قدره 135.5 لكل كيلومتر مربع (350.9/ميل2).
وتوزع التركيب العرقي للبلدة بنسبة 90.63% من البيض و0.45% من الأمريكيين الأفارقة و0.42% من الأمريكيين الأصليين و0.61% من الأمريكيين ذوي الأصول الآسيوية و6.10% من الأعراق الأخرى و1.80% من عرقين مختلطين أو أكثر و44.21% من الهسبانيون أو اللاتينيون من أي عرق.
بلغ عدد الأسر 1,263 أسرة كانت نسبة 29.2% منها لديها أطفال تحت سن الثامنة عشر تعيش معهم، وبلغت نسبة الأزواج القاطنين مع بعضهم البعض 61.8% من أصل المجموع الكلي للأسر، ونسبة 9% من الأسر كان لديها معيلات من الإناث دون وجود شريك،  بينما كانت نسبة 3.6% من الأسر لديها معيلون من الذكور دون وجود شريكة وكانت نسبة 25.7% من غير العائلات. تألفت نسبة 21% من أصل جميع الأسر من عدة أفراد يعيشون في نفس المنزل ونسبة 9.3% كانت تتألف من شخص يعيش بمفرده يبلغ من العمر 65 عاماً أو أكثر. وبلغ متوسط حجم الأسرة المعيشية 2.47، أما متوسط حجم العائلات فبلغ 2.85.
بلغ العمر الوسطي للسكان 45.9 عاماً. وكانت نسبة 20.9% من القاطنين تحت سن الثامنة عشر، وكانت نسبة 7.2% بين الثامنة عشر والرابعة والعشرين عاماً، ونسبة 20.8% كانت واقعةً في الفئة العمرية ما بين الخامسة والعشرين والرابعة والأربعين عاماً، ونسبة 31.6% كانت ما بين الخامسة والأربعين والرابعة والستين، ونسبة 19.6% كانت ضمن فئة الخامسة والستين عاماً فما فوق. وتوزع التركيب الجنسي للسكان بنسبة 48.5% ذكور و51.5% إناث.